# 26713 Iusukyin
26713 Iusukyin è un asteroide della fascia principale. Scoperto nel 2001, presenta un'orbita caratterizzata da un semiasse maggiore pari a 3,1053639 au e da un'eccentricità di 0,0892289, inclinata di 11,83433° rispetto all'eclittica.
L'asteroide è dedicato a Iu Suk-yin, insegnante cinese di Hong Kong.